# Озерянська сільська рада (Варвинський район)
Озеря́нська сільська́ ра́да — адміністративно-територіальна одиниця та орган місцевого самоврядування в Варвинському районі Чернігівської області. Адміністративний центр — село Озеряни.

## Загальні відомості
- Територія ради: 75,913 км²
- Населення ради: 1 488 осіб (станом на 2001 рік)

## Населені пункти
Сільській раді підпорядковані населені пункти:
- с. Озеряни (1422 особи)
- с. Берізка (27 осіб)
- с. Тонка (39 осіб)

Журавська сільська рада створена у 1921 році. Нинішня сільрада стала однією з 14-ти сільських рад Варвинського району і одна з дев'ятьох, яка складається більше, ніж з одного населеного пункту.

## Освіта й господарство
На території сільської ради діє Озерянська ЗОШ І-ІІІ ст., Озерянський ясла-садок «Калинка». Функціонує сільськогосподарське ТОВ «Дружба-нова» та «Нива» та два фермерських господарства «Левада» і «Промінь».

## Склад ради
Рада складається з 16 депутатів та голови.
- Голова ради: Демиденко Микола Андрійович
- Секретар ради: Кононенко Тетяна Петрівна

### Керівний склад попередніх скликань
| Прізвище, ім'я, по батькові | Основні відомості                                                 | Дата обрання | Дата звільнення |
| --------------------------- | ----------------------------------------------------------------- | ------------ | --------------- |
| Демиденко Микола Андрійович | Сільський голова, 1951 року народження, освіта вища               | 26.03.2006   | 31.10.2010      |
| Демиденко Микола Андрійович | Сільський голова, 1951 року народження, освіта вища, безпартійний | 31.10.2010   |                 |

Примітка: таблиця складена за даними сайту Верховної Ради України

### Депутати
За результатами місцевих виборів 2010 року депутатами ради стали:

#### За суб'єктами висування
| Суб'єкт висування                                       | Кількість обраних депутатів | %    |
| ------------------------------------------------------- | --------------------------- | ---- |
| Партія регіонів                                         | 12                          | 75   |
| Політична партія Всеукраїнське об'єднання «Батьківщина» | 2                           | 12,5 |
| Народна партія                                          | 1                           | 6,3  |
| Політична партія «Сильна Україна»                       | 1                           | 6,3  |

#### За округами
| № округу                                                | Прізвище, ім'я, по батькові     | Дата визнання обраним | Освіта  | Партійна приналежність | Відомості про обраного депутата                     |
| ------------------------------------------------------- | ------------------------------- | --------------------- | ------- | ---------------------- | --------------------------------------------------- |
| Народна Партія                                          |                                 |                       |         |                        |                                                     |
| 6                                                       | Шульженко Олександр Миколайович | 03.11.2010            | вища    | позапартійний          | СТОВ"Дружба-Нова", інженер-механік                  |
| Партія регіонів                                         |                                 |                       |         |                        |                                                     |
| 1                                                       | Місько Валентина Іванівна       | 03.11.2010            | вища    | член Партії регіонів   | Озерянська загальноосвітня школа І-ІІІ ст., вчитель |
| 2                                                       | Колісник Лідія Миколаївна       | 03.11.2010            | середня | член Партії регіонів   | пенсіонер                                           |
| 4                                                       | Голобородько Наталія Михайлівна | 03.11.2010            | середня | позапартійна           | Озерянська сільськарада, бухгалтер                  |
| 7                                                       | Борсук Олена Миколаївна         | 03.11.2010            | вища    | позапартійна           | Озерянська сільськарада, касир                      |
| 8                                                       | Щербина Галина Андріївна        | 03.11.2010            | вища    | член Партії регіонів   | Озерянська загальноосвітня школа І-ІІІ ст., вчитель |
| 9                                                       | Шолом Ганна Сидорівна           | 03.11.2010            | середня | позапартійна           | пенсіонер                                           |
| 10                                                      | Любченко Віктор Миколайович     | 03.11.2010            | середня | член Партії регіонів   | Озерянська загальноосвітня школа І-ІІІ ст., слюсар  |
| 12                                                      | Василенко Світлана Миколаївна   | 03.11.2010            | вища    | член Партії регіонів   | Озерянська загальноосвітня школа І-ІІІ ст., вчитель |
| 13                                                      | Леоненко Валентина Петрівна     | 03.11.2010            | вища    | член Партії регіонів   | Озерянська загальноосвітня школа І-ІІІ ст., вчитель |
| 14                                                      | Гайдай Ніна Михайлівна          | 03.11.2010            | середня | член Партії регіонів   | дитячий навчальний заклад, завідувачка              |
| 15                                                      | Капко Галина Іванівна           | 03.11.2010            | вища    | член Партії регіонів   | Озерянська загальноосвітня школа І-ІІІ ст., вчитель |
| 16                                                      | Демиденко Олена Анатоліївна     | 03.11.2010            | вища    | позапартійна           | Озерянська сільськабібліотека, бібліотекар          |
| Політична партія Всеукраїнське об'єднання «Батьківщина» |                                 |                       |         |                        |                                                     |
| 5                                                       | Петренко Іван Іванович          | 03.11.2010            | вища    | позапартійний          | Озерянська ветдільниця, завідувачка                 |
| 11                                                      | Зуб Михайло Федорович           | 03.11.2010            | середня | позапартійний          | СТОВ"Дружба-Нова", механізатор                      |
| Політична партія «Сильна Україна»                       |                                 |                       |         |                        |                                                     |
| 3                                                       | Кононенко Тетяна Петрівна       | 03.11.2010            | вища    | позапартійна           | Озерянськасільськарада, секретар                    |

## Населення
Згідно з переписом УРСР 1989 року чисельність наявного населення села становила 1630 осіб, з яких 671 чоловік та 959 жінок.
За переписом населення України 2001 року в селі мешкало 1479 осіб.

### Мова
Розподіл населення за рідною мовою за даними перепису 2001 року:
| Мова       | Відсоток |
| ---------- | -------- |
| українська | 98,59 %  |
| російська  | 1,14 %   |
| вірменська | 0,13 %   |
| білоруська | 0,07 %   |
| молдовська | 0,07 %   |